# 罗昌平
罗昌平（1980年12月27日—），男，汉族，湖南涟源人，中华人民共和国前记者、企业家，中德合资第三方监测平台“优格网”创始人、天椒法务集团董事长。2013年11月，羅昌平獲得透明國際頒發年度清廉獎，成為第一位獲得此獎的中华人民共和国公民。曾任《中國商報》首席記者、《新京報》深度報導部主編，與《財經》雜誌副主編。擅長政治經濟、財經等領域，曾多次發表有關於官員貪腐的調查報導。

## 生平

### 早年
罗昌平生于湖南省的一个小镇，他的父亲是乡镇干部，母亲无业。初中毕业后，为早些工作，他考入了长沙市的一所水利水电行业的中专，学习水利工程建筑专业。在校期间，他曾担任校报主编、校广播站站长。毕业后，他曾在湖南省的一份电力行业杂志社工作。

### 记者生涯
2001年，罗昌平辞掉了电力专业杂志的工作，到北京市谋职。他被《中国商报》录用，后升任首席记者。2004年3月，他转而加盟《新京报》，2006年被提拔为深度报道部主编。由于报道敏感题材，他不得不辞去了新京报的职务。赋闲一段时间后，他加盟《财经》杂志，由普通记者做起，后来升为副主编。他擅长政治经济、财经领域的独立新闻调查，发表过腐败系列案件的调查，例如上海社保案、刘志华受贿案等。2012年，罗昌平进入中欧国际工商学院北京1班攻读企业管理硕士在职专班（EMBA），2014年毕业。

### 举报刘铁男
2012年12月6日，《财经》杂志副主编罗昌平在新浪博客及认证微博上实名举报中国国家发改委副主任兼中国国家能源局局长刘铁男涉嫌伪造学历、结成官商同盟等问题。“能源巨腐”刘铁男被举报时正陪王岐山出访。按照中国国家能源局官网当时的报道，刘铁男在王岐山见证下与俄方签署相关合作文件。中俄能源谈判机制由两国元首2008年倡议建立，王岐山曾担任中俄能源谈判中方代表。在这一机构中，刘铁男是王岐山部下，曾担任中方副代表。根据中国国家能源局官网当时的报道，2012年12月5日，王岐山与俄罗斯联邦副总理、能源谈判俄方代表在莫斯科举行了中俄能源谈判代表第九次会晤。在双方代表见证下，刘铁男与俄罗斯能源部长、能源谈判俄方副代表签署了《中国国家能源局与俄罗斯能源部关于开展能源市场态势评估合作的谅解备忘录》、《中俄煤炭领域合作路线图》等文件。

### 被捕
2021年10月6日，因在新浪微博就长津湖战役发表“半个世纪之后国人少有反思这场战争的正义性，就像当年的沙雕连不会怀疑上峰的‘英明决策’。”并轉發另一新浪微博的账号幸福微甜1233的评论「至于这场战争，不必作过多的评价，看看现在的朝鲜和现在的韩国，所有答案一目了然」的言论，被中国内地官媒谴责。同日《解放军报》旗下媒体“钧正平”、共青团中央官方微博等官媒发文认为罗昌平在恶意诋毁英烈，随后其新浪微博账户被封禁。後盛傳羅昌平於7日就警方帶走調查，律師周雷稱根據「可靠消息」是下午兩點左右被帶走。10月8日海南公安的新浪微博官方賬號通報，三亞吉安公安局以涉嫌「侮辱英烈」的「違法言論」，傳喚羅開展調查，同時表示「英雄烈士不容褻瀆」，指公安機關會嚴厲查處網絡上不同方式有害英烈名譽、榮譽的行為。同日三亚市城郊人民检察院以引用《中华人民共和国英雄烈士保护法》《中华人民共和国民事诉讼法》《人民检察院公益诉讼办案规则》等法例為理據，宣佈以民事公益诉讼為立案性質、調查羅被逮捕時所公佈涉嫌的罪名行為。《人民日报》客户端同日再發出文章抨擊羅的言論。
10月11日，《纽约时报》報道罗昌平因為批评战争电影《长津湖》，并在社交媒体上发表评论，质疑中国在这场战争中的角色被拘捕。而中国当局试图通过逮捕罗昌平来以儆效尤，反映出中国共产党对任何敢于挑战其历史叙事的行为有多敏感。而观察者网批评《纽约时报》无视罗昌平侮辱英烈的违法事实，断章取义，移花接木，讥讽这种报道是《纽约时报》最擅长的“中国某杀人犯因逃跑时顺手盗窃路边晾晒的一件衣服而判死刑”的手法。《中国数字时代》综合评论确实《纽约时报》报导所述 ，无论是罗昌平或之后因发表蛋炒饭的博主的逮捕和拘留，以及国家互联网信息办公室设立了举报「历史虚无主义」的热线，这些都是中共对历史叙事施加更大控制权的持续运动中的最新举措，特别是在涉及到党在历史事件中的作用。
2022年2月18日，海南省三亚市城郊人民检察院向三亚市城郊人民法院提起公诉和刑事附带民事公益诉讼；報道稱檢察機關在審查起訴期間，羅昌平自願認罪認罰。3月30日，三亚市城郊人民法院一审公开开庭审理罗昌平涉嫌犯侵害英雄烈士名誉、荣誉罪暨刑事附带民事公益诉讼一案。5月5日，三亚市城郊人民法院对罗昌平侵害英雄烈士名誉、荣誉暨刑事附带民事公益诉讼一案依法公开宣判，判处罗昌平有期徒刑7个月并承担在新浪网、《法治日报》和《解放军报》上公开赔礼道歉等民事责任，宣判翌日因為拘押期扣抵刑期下出獄。同年5月21日，罗昌平委托代理人主动联系《法治日报》社广告部就法院判决其在《法治日报》等媒体上公开赔礼道歉等履行民事责任，其致歉信於5月23日出版《法治日报》第7版右下角刊发。

## 人物作品
- 《高官反腐录》，南方日报出版社，2013年3月初版，ISBN 9787549103768
- 《递罪：政商博弈的郴州样本》，南方日报出版社，2010年1月初版，ISBN 9787806529331